# Trichlorfon
Trichlorfon (též metrifonát; systematický název (RS)-dimethyl (2,2,2-trichlor-1-hydroxyethyl)fosfonát) je orgnofosfát používaný především jako anthelmintikum a insekticid. Jedná se o prekurzor prolátky, která se neenzymaticky přeměňuje na aktivní metabolit dichlorvos. Trichlorfon, resp. dichlorvos, ireverzibilně inhibuje acetylcholinesterázu.
Trichlorfon lze použít k léčbě schistosomózy způsobované červem Schistosoma haematobium. Takové přípravky pro humánní medicínu již nejsou na trhu k dispozici, stále se však prodávají anthelmintické přípravky veterinární (např. Neguvon).
Bylo navrženo použití trichlorfonu pro léčbu Alzheimerovy nemoci, není však k tomuto účelu doporučen.